# Akiballion - 2
Akiballion - 2 (アキバリオン - 2) es una película japonesa, del 26 de septiembre de 2008, producida por Zen Pictures. Es una película del género tokusatsu, de acción y aventuras, con artes marciales, dirigido por Motoharu Takauji, y protagonizada por las tres heroínas del grupo Akiballion, Mai Yamaguchi, Arisa Taki y Yuuko Shouji. 
El idioma es en japonés, pero también está disponible con subtítulos en inglés, en DVD o descargable por internet.

## Saga de Akiballion
- Akiballion - 1
- Akiballion - 2
- Akiballion V - 1
- Akiballion V - 2

## Argumento
Las tres luchadoras de Akiballion, transformadas al mundo electro-cerebral, siguen luchando frente a las hechiceras de ese mundo que amenazan la tierra, y se tendrán que enfrentar al poderoso y feroz enemigo Troll enviado por las hechiceras.